# Meconema
Genre
Meconema est un genre d'insectes orthoptères de la famille de Tettigoniidae et de la sous-famille des Meconematinae.

## Dénomination
Le genre Meconema a été créé par Jean Guillaume Audinet-Serville en 1831.

## Espèces européennes
- Meconema thalassinum (De Geer, 1773) - le Méconème tambourinaire
- Meconema meridionale A. Costa, 1860 - le Méconème fragile.